# Caton-with-Littledale
Caton-with-Littledale – civil parish w Anglii, w hrabstwie Lancashire, w dystrykcie Lancaster. Leży 75 km na północny zachód od miasta Manchester i 334 km na północny zachód od Londynu. W 2011 roku civil parish liczyła 2738 mieszkańców.